# Raciocínio espacial-temporal
O raciocínio espacial-temporal é uma área da inteligência artificial que se baseia nos campos da ciência da computação, da ciência cognitiva e da psicologia cognitiva. O objetivo teórico — no lado cognitivo — envolve a representação e o raciocínio do conhecimento espacial-temporal em mente. O objetivo aplicado — no lado da computação — envolve o desenvolvimento de sistemas de controle de alto nível de robôs para navegar e entender o tempo e o espaço.

## Influência da psicologia cognitiva
Um resultado convergente na psicologia cognitiva é que a relação de conexão é a primeira relação espacial que os bebês humanos adquirem, seguindo-se a compreensão das relações de orientação e das relações à distância. As relações internas entre os três tipos de relações espaciais podem ser explicadas computacional e sistematicamente dentro da teoria do prisma cognitivo da seguinte maneira: (1) a relação de conexão é primitiva; (2) uma relação de orientação é uma relação de comparação de distância: você está na minha frente pode ser interpretado como você está mais perto da minha frente do que dos meus outros lados; (3) uma relação de distância são relações de conexão usando um terceiro objeto: você está a um metro de distância de mim pode ser interpretado como um objeto com a extensão máxima de um metro pode ser conectado com você e comigo simultaneamente.

## Representações fragmentadas de cálculos temporais
Sem abordar as relações internas entre as relações espaciais, os pesquisadores da IA contribuíram com muitas representações fragmentárias. Exemplos de cálculos temporais incluem a álgebra de intervalo de Allen e a álgebra pontual de Vilain e Kautz. Os cálculos espaciais mais proeminentes são os cálculos merootopológicos, o cálculo da direção cardinal de Frank, o cálculo cruzado duplo de Freksa, os cálculos de Egenhofer e Franzosa de 4 e 9 interseções, o cálculo de flip-flop de Ligozat, vários cálculos de conexão de região (RCC) e a Álgebra de Relação de Ponto Orientado. Recentemente, foram projetados cálculos spacial-temporais que combinam informações espaciais e temporais. Por exemplo, o cálculo de restrições espaciotemporais (STCC) de Gerevini e Nebel combina a álgebra de intervalo de Allen com o RCC-8. Além disso, o cálculo da trajetória qualitativa (QTC) permite o raciocínio sobre objetos em movimento.

## Abstração quantitativa
Uma ênfase na literatura tem sido sobre o raciocínio espacial-temporal qualitativo, que se baseia em abstrações qualitativas de aspectos temporais e espaciais do conhecimento de fundo comum em que se baseia a nossa perspectiva humana da realidade física. Metodologicamente, os cálculos de restrição qualitativa restringem o vocabulário de teorias matemáticas ricas que tratam de entidades temporais ou espaciais, de modo que os aspectos específicos dessas teorias possam ser tratados em fragmentos decisivos com linguagens simples qualitativas (não métricas). Ao contrário das teorias matemáticas ou físicas sobre espaço e tempo, os cálculos de restrição qualitativa permitem um raciocínio bastante barato sobre entidades localizadas no espaço e no tempo. Por esta razão, a expressividade limitada dos cálculos de formalismo de representação qualitativa é um benefício se essas tarefas de raciocínio precisam ser integradas em aplicativos. Por exemplo, alguns desses cálculos podem ser implementados para lidar com consultas GIS espaciais de forma eficiente e alguns podem ser usados para navegar e se comunicar com um robô móvel.

## Álgebra de relação
A maioria desses cálculos pode ser formalizada como álgebras de relação abstrata, de modo que o raciocínio pode ser realizado a um nível simbólico. Para computar soluções de uma rede de restrições, o algoritmo de consistência de caminho é uma ferramenta importante.

## Software
- GQR, calculadora de rede limitada para cálculos como RCC-5, RCC-8, álgebra dos intervalos de Allen, álgebra pontual, cálculos de direção cardinal, etc.